# Pompeya, Durango
Pompeya är en ort i Mexiko.   Den ligger i kommunen Tlahualilo och delstaten Durango, i den centrala delen av landet, 800 km nordväst om huvudstaden Mexico City. Pompeya ligger 1 102 meter över havet och antalet invånare är 364.
Terrängen runt Pompeya är mycket platt. Runt Pompeya är det glesbefolkat, med 9 invånare per kvadratkilometer. Närmaste större samhälle är San Francisco de Horizonte, 3,9 km norr om Pompeya. Trakten runt Pompeya består till största delen av jordbruksmark.